# Musée des Beaux-Arts d'Alava
Le musée des Beaux-Arts d'Alava (en espagnol : Museo de Bellas Artes de Álava) est situé à Vitoria-Gasteiz, la capitale du Pays basque en Espagne. Depuis son ouverture en 1942, il a subi de nombreuses transformations. Le musée est consacré à l'art espagnol du XVIIIe au XXe siècle et à l'art basque de la période 1850-1950. 

## Le palais
En 1912, Elvira Zulueta et Ricardo Augustin ont commencé la construction de leur résidence privée dans la rue Fray Francisco; ce qu'on appelle aujourd'hui le Palais d'Augustin. Elvira, fille de Julián de Zulueta, appartenait à une famille aisée de Vitoria-Gasteiz, et après son mariage en 1905 avec Ricardo Augustin, ils ont décidé de construire un manoir dans le quartier riche de Vitoria. 
La gestion du projet a été confiée aux architectes Julian Apraiz (1876-1962) et Francisco Javier de Luque (1871-1941), qui avaient remporté le concours de conception de la nouvelle cathédrale de Vitoria en 1906. 
Les travaux, très complexes pour l'époque, se sont achevés en 1916. Cependant, en septembre 1917, Elvira mourut subitement et Ricardo Augustin a peu à peu délaissé la ville, laissant le palais vide pendant une grande partie de l'année. En 1924, il conclut un accord avec le diocèse de Vitoria pour commencer la construction d'un séminaire sur une partie de la propriété, tout en conservant la zone autour du palais. En guise de remerciement, Augustin reçut le titre pontifical de "Comte de Davila" dans les années 1920. Le comte a continué d'être lié à la province jusqu'à sa mort en 1965 et est enterré avec sa femme dans la chapelle du séminaire diocésain. 

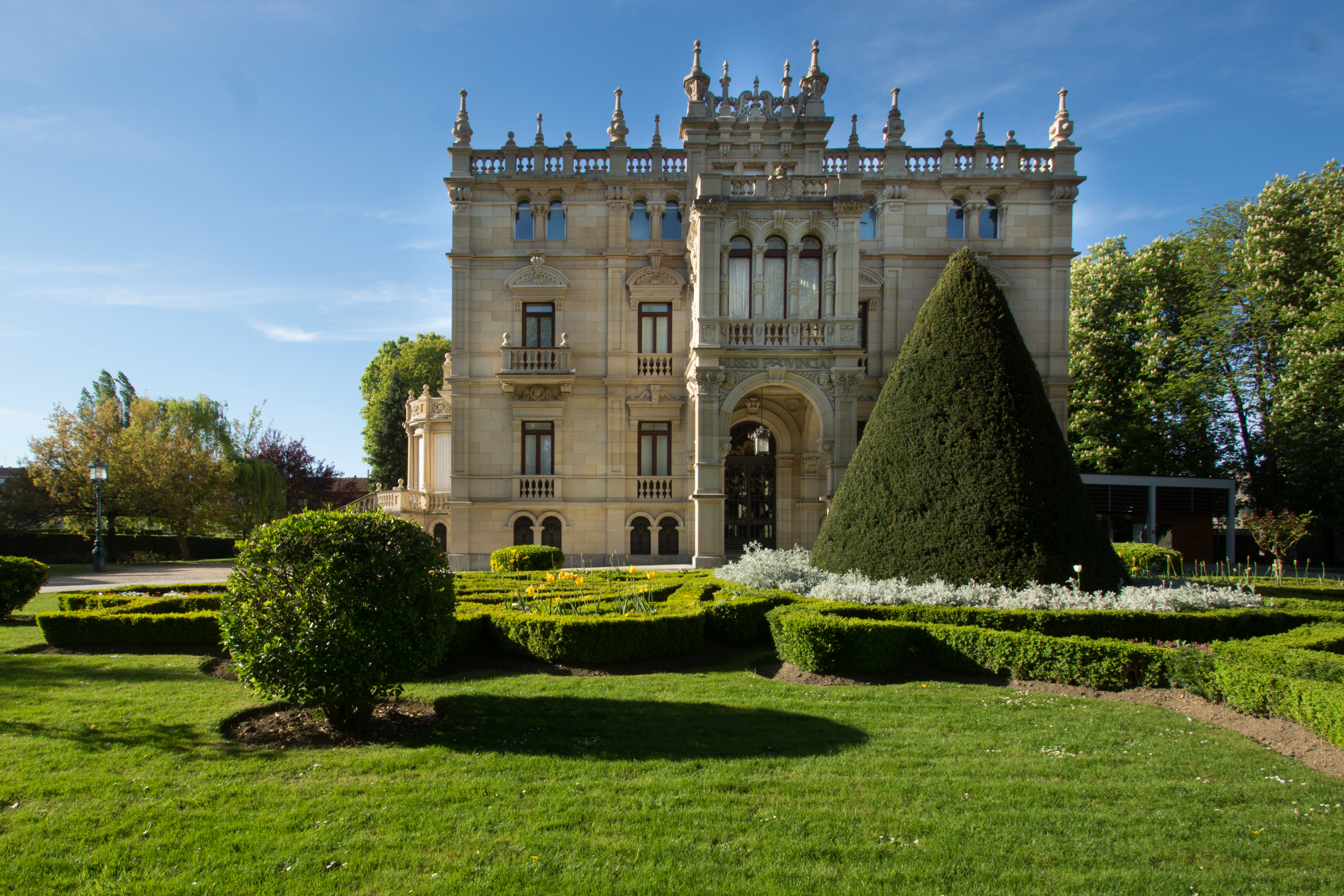
Vue depuis les jardins du palais

## Le musée et ses collections
L'idée de créer un musée à Alava remonte à plus d'un siècle. En 1792, la Société royale basque a conservé une bibliothèque et une collection de pierres tombales romaines dans l'ancienne église du séminaire d'Aguirre de Vitoria. En 1844, le gouverneur civil a créé une «galerie d'images» dans une pièce de la maison du palais. À la fin du XIXe siècle, Federico Baraibar avait rassemblé des vestiges archéologiques dans ce qu'il a appelé le "Musée naissant" dans les salles du lycée, qui a ensuite servi de lieu de rencontre du Parlement basque. En outre, une école d'arts et métiers a accueilli des salles avec des œuvres, principalement d'artistes locaux. 
Pendant des années, la presse locale avait appelé à la création d'un musée, et cela se reflète en 1940 avec la création du Conseil de la culture du Conseil provincial d'Alava, dont l'un des principaux objectifs était la création et le fonctionnement du musée, de la bibliothèque et archives provinciales. La première étape a été franchie en 1941 avec l'achat du Palais d'Augustin, destiné à abriter, sous le nom de Casa de Alava, à la fois des collections liées aux beaux-arts et à l'archéologie ainsi que la bibliothèque et les archives de la province. En tant que musée, le diocèse de Vitoria a fait don d'art religieux. D'autres dons sont venus du musée du Prado et de particuliers. 
En 1975, le musée a commencé à constituer de façade systématique une collection d'art contemporain, enrichie au cours des décennies successives pour devenir l'une des plus complètes et cohérentes de toute l'Espagne. Dans le même temps, l'autre grande collection d'œuvres de ce musée, l'art basque, a déménagé pour une exposition dans un endroit juste en face du palais d'Ajuria Enea pendant une courte période, de 1978 à 1980. Cette année-là, il est devenu la résidence officielle du président et les fonds ont été restitués au Musée provincial. Une autre date importante a été 1986 lorsque la Députation forale d'Alava a acquis une importante collection de cartes à jouer de Félix Alfaro Fournier (1895-1989), qu'elles ont exposées jusqu'à ce que le Musée du Fournier de Naipes soit intégré au nouveau Museo Bibat. 
Depuis 1999, la collection du musée présente des expositions allant du XIIIe siècle à nos jours, dont une section consacrée à la numismatique et un musée en plein air de la sculpture contemporaine. 
Actuellement, le musée des Beaux-Arts d'Alava est divisé en quatre sections, comprenant le bâtiment d'origine, le Palais Augustin Zulueta ; une zone d'expansion à partir des années 1960 et l'annexe où se trouve l'accès au musée. Dans cette rénovation, réalisée entre les années 1999-2001, l'ensemble a été restauré, les barrières architecturales ont été supprimées et l'accès amélioré avec des services supplémentaires pour les visiteurs. 

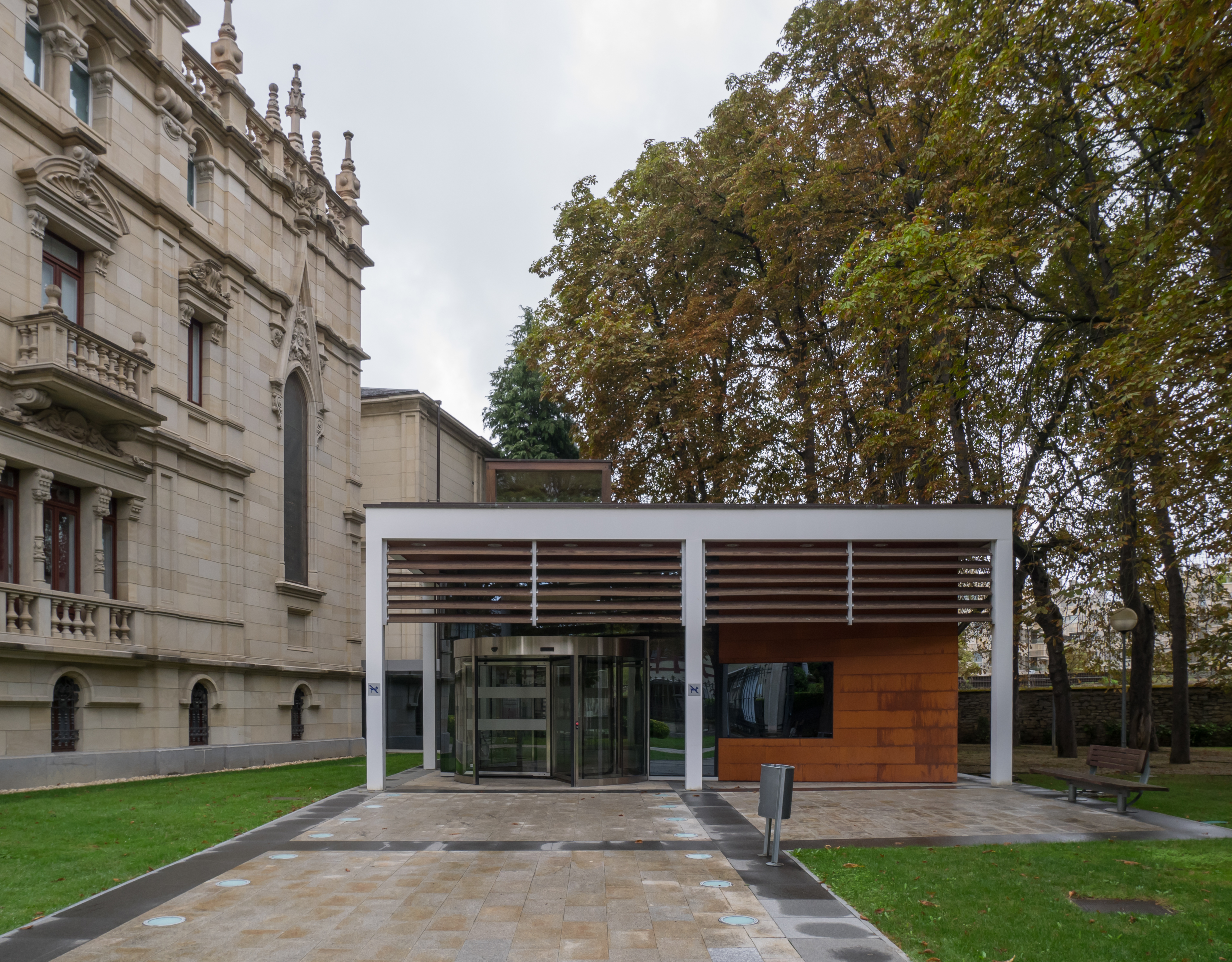
Vue des ajouts de 2001, avec la nouvelle entrée

## Collection actuelle
La visite commence dans les salles du rez-de-chaussée consacrées à l'art basque de 1850-1950, où on peut voir l'évolution de la peinture à travers des artistes pionniers tels que Juan Angel Sáez (1811-1873), Antonio Lecuona, Eduardo Zamacois y Zabala et Jose Etxenagusia, entre autres. L'exposition se poursuit avec les œuvres d'artistes innovants tels qu'Adolfo Guiard, Darío de Regoyos et Juan de Echevarría, jusqu’aux artistes les plus remarquables de la période précédant le déclenchement de la guerre civile, tels que Julián de Tellaeche (1884-1957). 
Au premier étage également, on peut trouver d'autres œuvres d'artistes basques ; œuvres de grand format d'Ignacio Zuloaga, Aurelio Arteta, Elías Salaverria, Francisco Iturrino et les frères Ramón et Valentín de Zubiaurre, œuvres où les styles artistiques traditionnels se rencontrent avec les plus modernes. 
Le deuxième étage est consacré à Fernando de Amárica, avec des œuvres données par sa fondation pour une exposition permanente. Le parcours chronologique permet de suivre la succession des tendances stylistiques utilisées tout au long de sa longue carrière (réalisme, impressionnisme, expressionnisme). 
Située dans la zone correspondant au palais d'Augustin, la collection d'art espagnol du XVIIIe au XXe siècle, à travers des portraits, des paysages et des scènes évoquant les coutumes locales, illustre le passage de la peinture classique et académique à des styles romantiques plus spontanés et aux peintres du mouvement réaliste. Les portraits de Vicente López Portaña, de Federico et Raimundo de Madrazo, les paysages de Carlos de Haes, Aureliano de Beruete et les croquis muraux de Josep Maria Sert en sont un bon exemple.